# أنطونيو جريكو
أنطونيو جريكو (بالإسبانية: Antonio Greco)‏ (17 سبتمبر 1923 بلاباز في بوليفيا - ) هو مدرب كرة قدم ولاعب كرة قدم بوليفي في مركز الدفاع، شارك في كأس العالم 1950. وشارك مع منتخب بوليفيا لكرة القدم. أما مع النوادي، فقد لعب مع ليتورال.

## وصلات خارجية
- أنطونيو جريكو على موقع الاتحاد الدولي (مؤرشف)  (الإنجليزية)
- أنطونيو جريكو على موقع قاعدة بيانات كرة القدم.إي يو (الإنجليزية)
- أنطونيو جريكو على موقع ناشيونال فوتبول تيمز (الإنجليزية)
- أنطونيو جريكو على موقع Soccerway.com (الإنجليزية)
- أنطونيو جريكو على موقع عالم كرة القدم.نت (الإنجليزية)